# Betty Field
Betty Field (8 de febrero de 1913 - 13 de septiembre de 1973) fue una actriz teatral y cinematográfica estadounidense. 

## Biografía
Nacida en Boston, Massachusetts, Field inició su carrera interpretativa en el West End londinense con la farsa de Howard Lindsay, She Loves Me Not. Posteriormente volvió a los Estados Unidos y actuó en varios éxitos teatrales, antes de debutar en el cine en 1939. Su papel como Mae, el único personaje femenino, en Of Mice and Men (La fuerza bruta) (1939), la consolidó como actriz dramática. Protagonizó junto a John Wayne la película de 1941 The Shepherd of the Hills. Field interpretó papeles de reparto en diferentes títulos, tales como Kings Row (1942), en el cual su personaje era víctima de un incesto. 
Field prefería trabajar en el teatro de Broadway con obras como la de Elmer Rice Dream Girl o la de Jean Anouilh The Waltz of the Toreadors, pero volvió a Hollywood con regularidad, actuando en Flesh and Fantasy (Al margen de la vida) (1943), The Southerner (1945), The Great Gatsby (1949), Picnic (1955), Bus Stop (1956), Peyton Place (Vidas borrascosas) (1957), BUtterfield 8 (Una mujer marcada) (1960) y Birdman of Alcatraz (El hombre de Alcatraz) (1962). Su último papel fue en Coogan's Bluff (La jungla humana) en 1968.
Estuvo casada en tres ocasiones: la primera, con el dramaturgo Elmer Rice, finalizó en divorcio en 1956 tras 14 años de matrimonio; la segunda, con Edwin J. Lukas, desde 1957 a 1967, año en que se divorciaron; la última fue con Raymond Olivere, desde 1968 hasta la muerte de ella. Tuvo tres hijos con su primer marido: John, Paul y Judith. John fue abogado y falleció en un accidente de natación con cuarenta años. Field falleció a causa de una hemorragia cerebral en Hyannis, Massachusetts, a los 60 años de edad.

## Filmografía
| Año  | Título                                    | Personaje            |
| ---- | ----------------------------------------- | -------------------- |
| 1939 | What a Life                               | Barbara Pearson      |
| 1939 | Of Mice and Men                           | Mae                  |
| 1940 | Seventeen                                 | Lola Pratt           |
| 1940 | Victory                                   | Alma                 |
| 1941 | The Shepherd of the Hills                 | Sammy Lane           |
| 1941 | Blues in the Night                        | Kay Grant            |
| 1942 | Kings Row                                 | Cassandra Tower      |
| 1942 | Are Husbands Necessary?                   | Mary Elizabeth Cugat |
| 1943 | Flesh and Fantasy (Al margen de la vida)  | Henrietta            |
| 1944 | The Great Moment                          | Elizabeth Morton     |
| 1944 | Tomorrow, the World!                      | Leona Richards       |
| 1945 | The Southerner                            | Nona Tucker          |
| 1949 | El gran Gatsby                            | Daisy Buchanan       |
| 1955 | Picnic                                    | Flo Owens            |
| 1956 | Bus Stop                                  | Grace                |
| 1957 | Peyton Place                              | Nellie Cross         |
| 1959 | Hound-Dog Man                             | Cora McKinney        |
| 1960 | Una mujer marcada                         | Fanny Thurber        |
| 1962 | Birdman of Alcatraz                       | Stella Johnson       |
| 1966 | 7 Women                                   | Florrie Pether       |
| 1968 | How to Save a Marriage and Ruin Your Life | Thelma               |
| 1968 | La jungla humana                          | Ellen Ringerman      |